# Aphnaeus occidentalis
Aphnaeus occidentalis är en fjärilsart som beskrevs av Clench 1963. Aphnaeus occidentalis ingår i släktet Aphnaeus och familjen juvelvingar. Inga underarter finns listade i Catalogue of Life.